# Tuomas Ketola
Tuomas Ketola (Turku, 21 febbraio 1975) è un ex tennista finlandese.

## Biografia
Ha raggiunto il suo best ranking in singolare il 4 maggio 1998 con la 130ª posizione; mentre nel doppio è diventato, il 19 ottobre 1998, il 76º del ranking ATP.
In carriera in singolare, è riuscito a conquistare cinque tornei challenger. Il suo miglior risultato in singolare nei tornei del grande slam è rappresentato da un secondo turno raggiunto nell'US Open 2004; in quell'occasione, dopo aver superato le qualificazioni, fu sconfitto dal ceco Tomáš Berdych con il punteggio di 3-6, 6(1)–7, 3-6. In doppio, ha ottenuto la vittoria finale in undici tornei challenger e tre futures. Da ricordare la finale raggiunta nell'1998 nel torneo ATP di Hong Kong in coppia con il sudafricano Neville Godwin (sconfitti con il punteggio di 5-7, 1-6 da Byron Black e da Alex O'Brien).
Ha fatto parte della squadra finlandese di Coppa Davis dal 1993 al 2007 con un record di 28 vittorie e 34 sconfitte tra singolare e doppio. Detiene il record di edizioni giocate e il record di vittorie in doppio nella Coppa Davis con la Finlandia.

## Statistiche

### Singolare

#### Vittorie (0)
| Legenda singolare         |
| Grande Slam (0)           |
| ATP World Tour Finals (0) |
| ATP Masters 1000 (0)      |
| ATP World Tour 500 (0)    |
| ATP World Tour 250 (0)    |
| Challengers (5)           |
| Futures (0)               |

| Numero | Data             | Torneo                                     | Superficie    | Sfidante in finale | Punteggio     |
| 1.     | 8 dicembre 1997  | Eilat Challenger 1997, Eilat               | Cemento       | Neville Godwin     | 6-3, 6-4      |
| 2.     | 8 febbraio 1999  | Lucknow Challenger 1999, Lucknow           | Erba          | Mosè Navarra       | 6-3, 6-4      |
| 3.     | 14 febbraio 2000 | Indian Oil Servo Challenger 2000, Calcutta | Erba          | Andy Ram           | 6-3, 6-1      |
| 4.     | 12 maggio 2003   | Fergana Challenger 2003, Fergana           | Cemento       | Louis Vosloo       | 6-2, 6-3      |
| 5.     | 23 novembre 2004 | ECM Prague Open 2004, Praga                | Sintetico (i) | Lukáš Dlouhý       | 1-6, 6-4, 6-3 |

### Doppio

#### Vittorie (0)
| Legenda doppio            |
| Grande Slam (0)           |
| ATP World Tour Finals (0) |
| ATP Masters 1000 (0)      |
| ATP World Tour 500 (0)    |
| ATP World Tour 250 (0)    |
| Challengers (11)          |
| Futures (3)               |

| Numero | Data              | Torneo                                                                | Superficie    | Compagno             | Avversari in Finale                 | Punteggio        |
| 1.     | 22 settembre 1997 | Copa Sevilla 1997, Siviglia                                           | Terra gialla  | Michael Kohlmann     | Álex Calatrava Jose Imaz-Ruiz       | 4-6, 6-1, 6-3    |
| 2.     | 1º dicembre 1997  | Bad Lippspringe Challenger 1997, Bad Lippspringe                      | Sintetico (i) | Michael Kohlmann     | Dirk Dier Lars Koslowski            | 4-6, 6-3, 7-5    |
| 3.     | 10 maggio 1999    | Jerusalem Challenger 1999, Gerusalemme                                | Cemento       | Jeff Coetzee         | Barry Cowan Neville Godwin          | 6-2, 6-4         |
| 4.     | 20 novembre 2000  | Internationaux de Tennis de Brest 2000, Brest                         | Cemento (i)   | Laurence Tieleman    | František Čermák Ota Fukárek        | 7–6(5), 1-6, 6-3 |
| 1.     | 30 aprile 2001    | Uzbekistan F2 2001, Andijan                                           | Cemento       | Jordan Kerr          | Rik De Voest Igor' Kunicyn          | 5-7, 6-2, 6-1    |
| 5.     | 25 giugno 2001    | Andorra Challenger 2001, Andorra                                      | Cemento       | Denis Golovanov      | Julián Alonso Jairo Velasco, Jr.    | 6-3, 6-4         |
| 6.     | 4 maggio 2002     | Shimadzu All Japan Indoor Tennis Championships 2002, Kyoto            | Sintetico (i) | Alexander Waske      | Mario Ančić Lovro Zovko             | 6-4, 6-4         |
| 2.     | 29 aprile 2002    | Uzbekistan F3 2002, Andijan                                           | Cemento       | Aisam-ul-Haq Qureshi | Rik De Voest Dirk Stegmann          | 7–6(0), 6-3      |
| 7.     | 23 giugno 2003    | Andorra Challenger 2003, Andorra                                      | Cemento       | Rik De Voest         | Ricardo Mello Alexandre Simoni      | 6-4, 3-6, 6-4    |
| 8.     | 5 aprile 2004     | San Luis Potosí Challenger 2004, San Luis Potosí                      | Terra rossa   | Rogier Wassen        | Marcelo Amador Jorge Haro           | 6-2, 6-2         |
| 9.     | 19 aprile 2004    | Abierto Internacional Varonil Club Casablanca 2004, Città del Messico | Cemento       | Nathan Healey        | Lu Yen-hsun Danai Udomchoke         | 7-5, 7–6(6)      |
| 10.    | 3 maggio 2004     | Prosperita Open 2004, Ostrava                                         | Terra rossa   | Petr Pála            | Łukasz Kubot Tomáš Zíb              | 6-4, 6-4         |
| 11.    | 5 luglio 2004     | Nottingham Challenger 2004, Nottingham                                | Erba          | Nathan Healey        | Stéphane Bohli Jean-Claude Scherrer | 0-6, 6-4, 6-2    |
| 3.     | 24 ottobre 2006   | Portugal F6 2006, Ponta Delgada                                       | Cemento       | Juho Paukku          | Gastão Elias Pedro Sousa            | 6(4)–7, 6-3, 6-4 |

#### Sconfitte in finale (1)
| Numero | Data          | Torneo                         | Superficie | Compagno       | Avversari in Finale      | Punteggio |
| 1.     | 6 aprile 1998 | Hong Kong Open 1998, Hong Kong | Cemento    | Neville Godwin | Byron Black Alex O'Brien | 5-7, 1-6  |